# Gunnera tinctoria

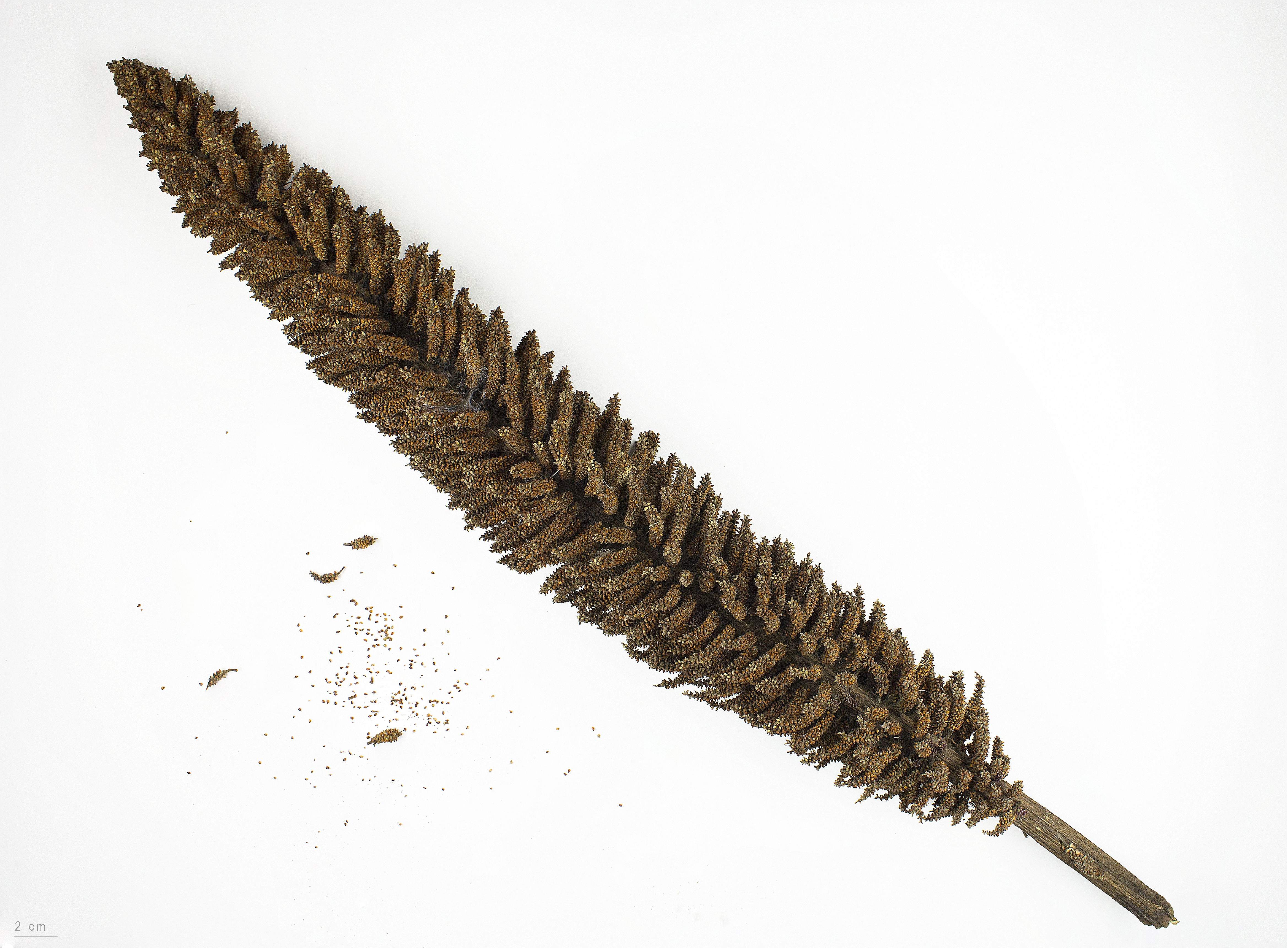
Gunnera tinctoria - MHNT.

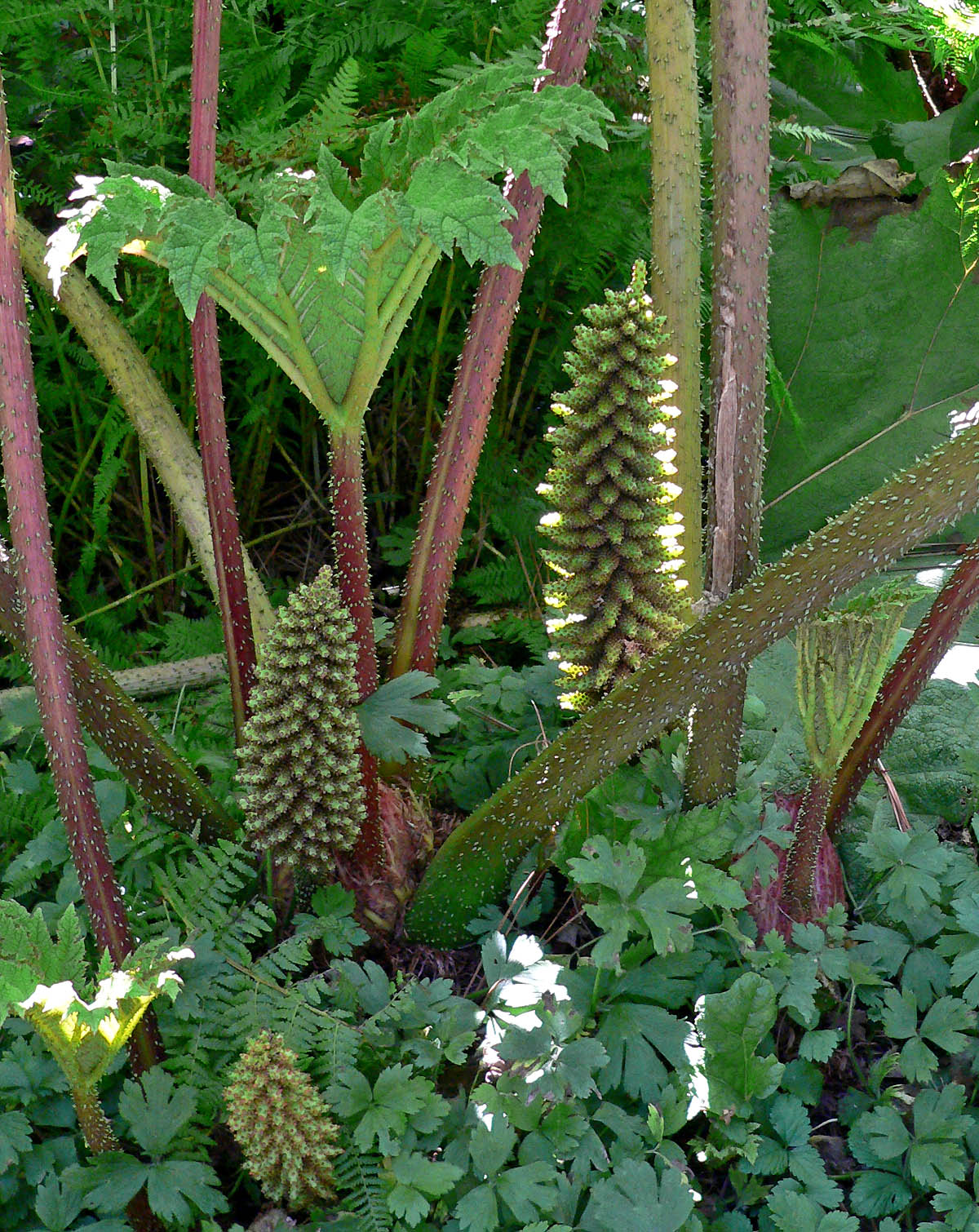
Pecíolos e inflorescências de G. tinctoria.

Gunnera tinctoria é uma planta ornamental e comestível da família Gunneraceae, com distribuição natural nas zonas temperadas do Chile e da Argentina. Introduzida em diversas regiões subtropicais e temperadas, é em algumas delas considerada espécie invasora, incluindo na ilha de São Miguel (Açores).

## Descrição
Gunnera tinctoria é uma planta herbácea, com altura superior a 1 metro, com caules semi-subterrâneos carnosos e grossos.
As folhas, os "pangues", são alternas e lobuladas. A superfície das folhas é de coloração verde escura, podendo ultrapassar um metro de de diâmetro, com tacto áspero devido a pelos grossos que apresentamn tanto na página superior como na inferior, com nervuras proeminentes. Os pecíolos, as "nalcas", ultrapassam o metro de comprimento, grossos e cobertos de espículas.
As flores ocorrem num tipo de inflorescência denominado bohordo, com flores unissexuais e hermafroditas.
O fruto é uma drupa de coloração vermelha-alaranjada, com cerca de 2 mm de diâmetro.
Os pecíolos das folhas são comestíveis, fibrosos e em maior ou menor medida adstringentes. São muito ricos em água. São utilizados crus, em saladas ou consumido de forma similar a uma fruta, geralmente com sal, ou em marmeladas ou sumos. Tanto pelo seu aspecto como pelo seu modo de consumo, as folhas e caules de G. tinctoria são semelhantes ao ruibarbo (Rheum rhabarbarum), razão pela qual a planta é conhecida como "ruibarbo-do-chile".
As folhas de G. tinctoria são uma parte essencial na preparação do curanto, prato típico de Chiloé, pois são usadas para separar os ingredientes e para impedir que o calor escape desde o fosso feito no solo. 
O caule tem uso medicinal pelas suas propriedades adstringentes.
A espécie Gunnera tinctoria foi descrita por (Molina) Mirb. e publicada em Systema Naturae, ed. 12 2: 637. 1767.
O nome genérico Gunnera é uma homenagem ao botânico norueguês Johan Ernst Gunnerus (1718-1773). O epíteto específico tinctoria tem etimologia latina e significa "que tinge". A espécie tem uma larga sinonímia dada a variabilidade morfológica da espécie e a existência de alguns complexos específicos no género Gunnera.
G. tinctoria tem distribuição natural no centro-sul do Chile, sudoeste da Argentina e na Patagónia ocidental. Habita de preferência em lugares sombrios e húmidos, embora as "nalcas de arena" vivam enterradas em areais da costa do Pacífico e se tenha postulado que poderão ser outra espécie, a G. arenaria Cheeseman ex Kirk.

## Galeria

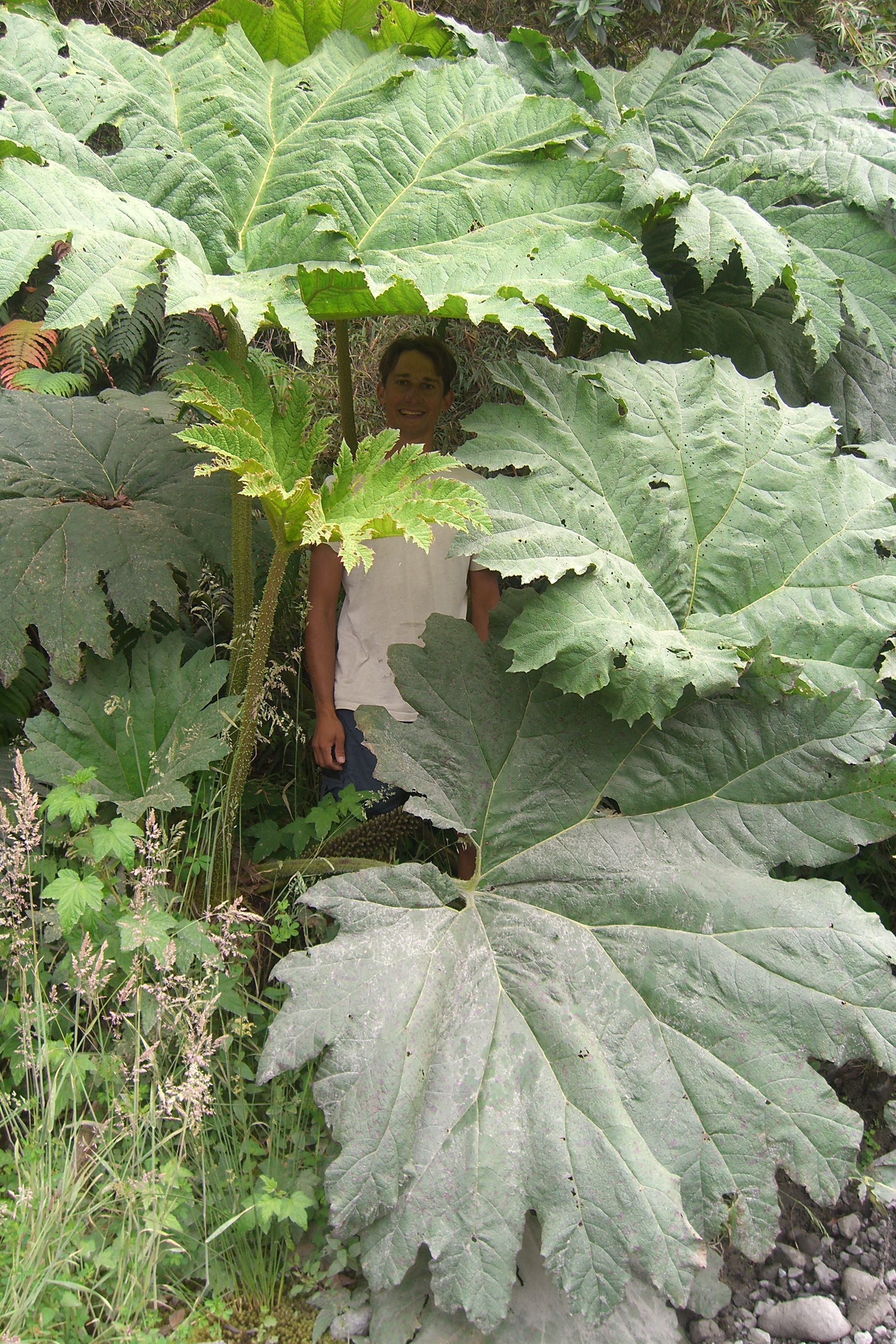
Folhas.
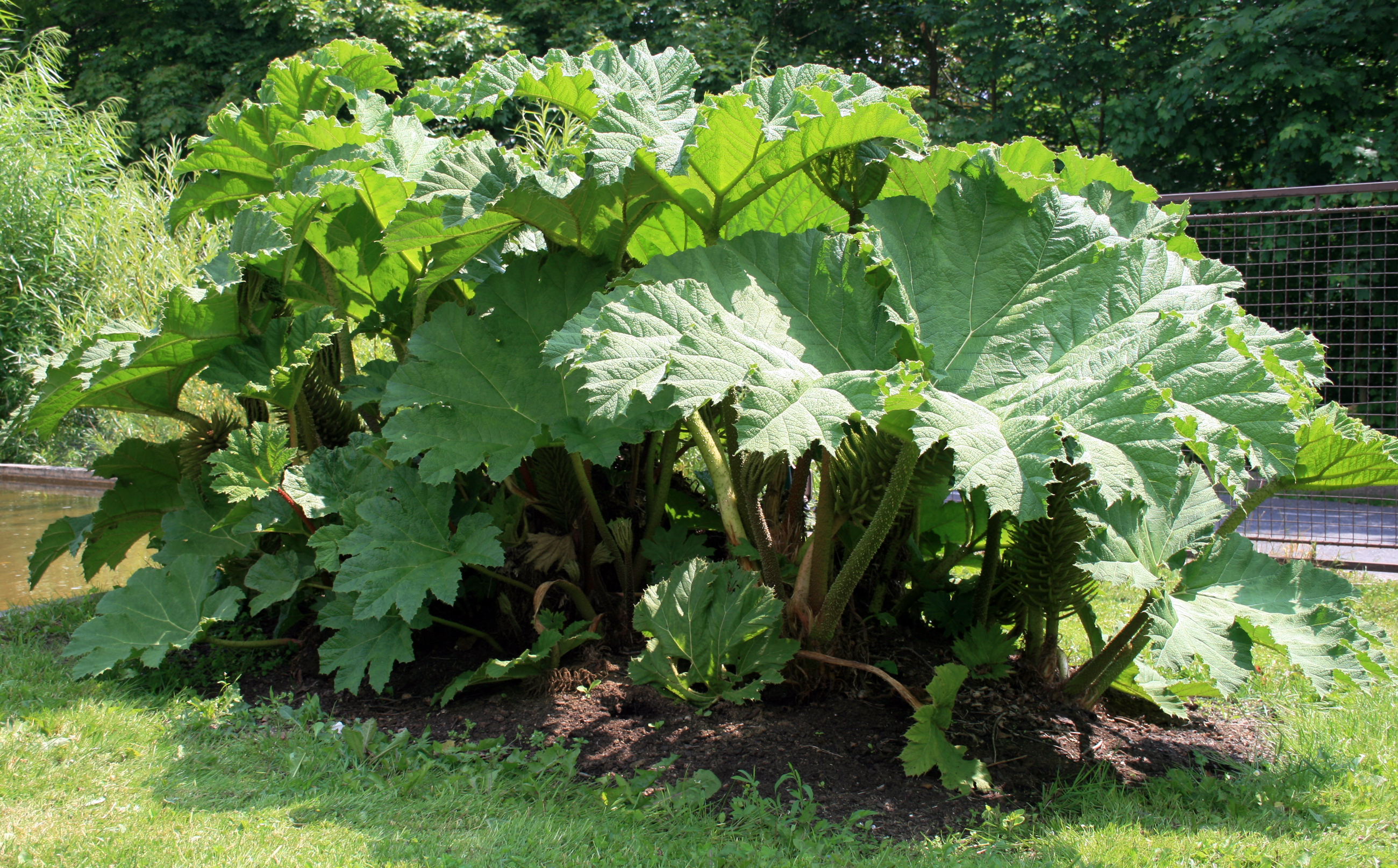
G. tinctoria no Jardim Botânico de Liberec.
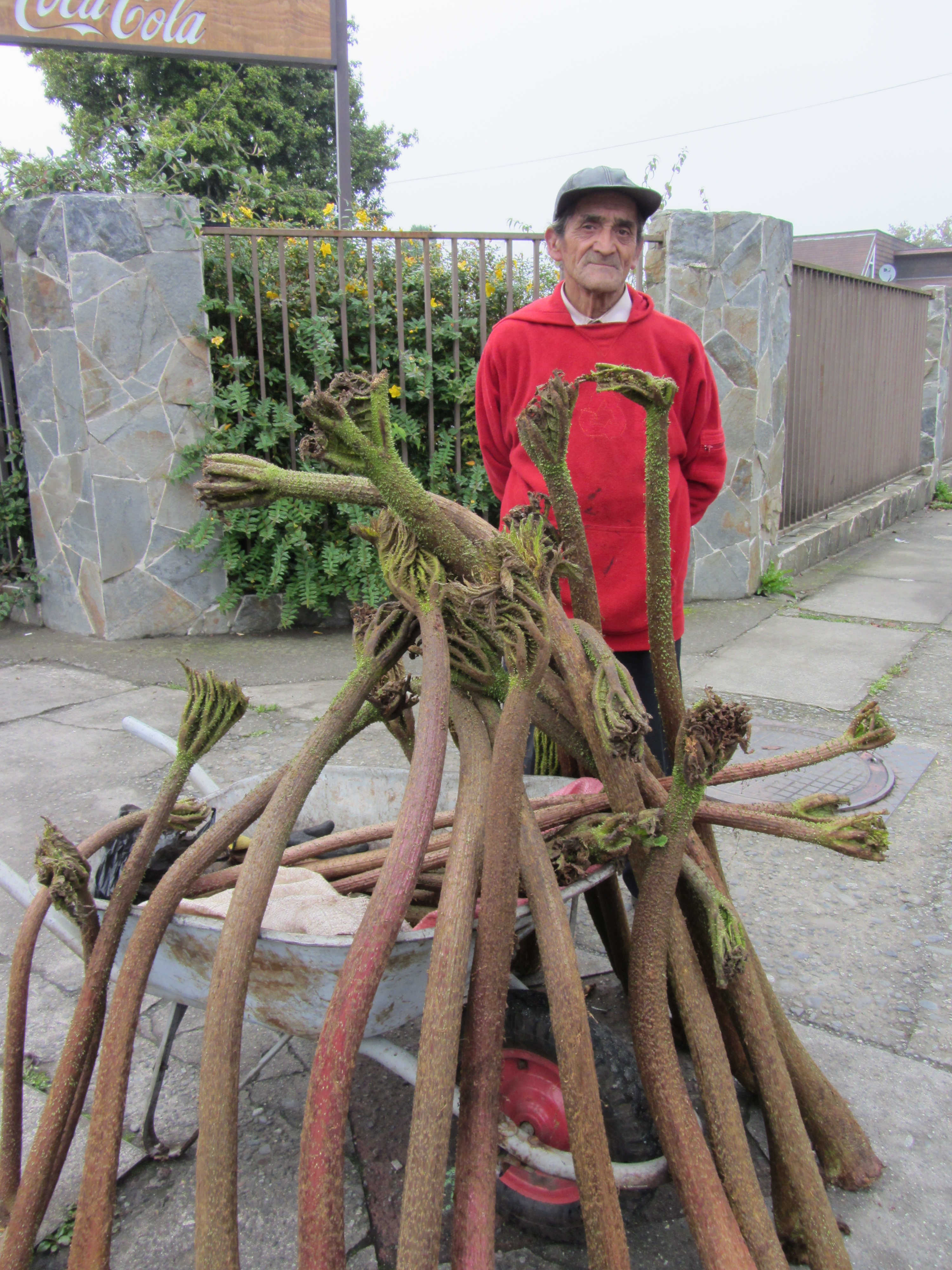
Vendedor de nalcas numa rua de Puerto Varas.